# Jordan Lukaku
Jordan Zacharie Lukaku Menama Mokelenge (Amberes, 25 de julio de 1994) es un futbolista belga. Juega de defensa y se encuentra sin equipo. Ha sido internacional con la selección de fútbol de Bélgica.

## Trayectoria
Empezó su carrera en Bélgica con el R. S. C. Anderlecht y el K. V. Oostende antes de fichar en 2016 por la S. S. Lazio. Compitió con el equipo romano durante cuatro años, siendo posteriormente cedido al Royal Antwerp F. C. y al L. R. Vicenza Virtus.
Después de estas dos cesiones se marchó a España en agosto de 2022 y firmó por la S. D. Ponferradina para jugar en la Segunda División. Su etapa en el club terminó en enero después de ser rescindido su contrato. Desde entonces estuvo sin equipo hasta que en agosto fichó por el Adanaspor.

## Selección nacional
Ha sido internacional con la selección de fútbol de Bélgica, tanto en categorías inferiores como con la absoluta.

## Clubes
| Club                          | País    | Año       |
| ----------------------------- | ------- | --------- |
| R. S. C. Anderlecht           | Bélgica | 2012-2013 |
| K. V. Oostende                | Bélgica | 2013-2016 |
| S. S. Lazio                   | Italia  | 2016-2022 |
| Royal Antwerp F. C. (cedido)  | Bélgica | 2020-2021 |
| L. R. Vicenza Virtus (cedido) | Italia  | 2022      |
| S. D. Ponferradina            | España  | 2022-2023 |
| Adanaspor                     | Turquía | 2023-2024 |

## Palmarés

### Títulos nacionales
| Título                      | Club                | País    | Año  |
| --------------------------- | ------------------- | ------- | ---- |
| Primera División de Bélgica | R. S. C. Anderlecht | Bélgica | 2012 |
| Supercopa de Bélgica        | R. S. C. Anderlecht | Bélgica | 2012 |
| Primera División de Bélgica | R. S. C. Anderlecht | Bélgica | 2013 |
| Supercopa de Bélgica        | R. S. C. Anderlecht | Bélgica | 2013 |
| Supercopa de Italia         | S. S. Lazio         | Italia  | 2017 |
| Copa Italia                 | S. S. Lazio         | Italia  | 2019 |
| Supercopa de Italia         | S. S. Lazio         | Italia  | 2019 |

## Vida privada
Su padre es Roger Lukaku, quien jugó fútbol profesional y se coronó a nivel internacional por el Zaire (actual República Democrática del Congo). Es hermano menor del también futbolista Romelu Lukaku.